# Manuel Rionda
Manuel Rionda, né en 1854 à Noreña (Espagne) et mort en 1943 à Alpine (New Jersey), est un négociant et planteur cubain, espagnol de naissance mais basé aux États-Unis, considéré comme l'un des « barons du sucre » de Cuba.

## Biographie
Manuel Rionda est né en 1854 dans les Asturies. La famille Rionda a commencé à investir dans de canne à sucre de Cuba dans les années 1860. En 1870, à l'âge de seize ans, Manuel Rionda émigré à Cuba.

### Carrière
Manuel Rionda co-fondé la Société  Czarnikow-Rionda avec Julius Caesar Czarnikow en 1909 . En 1915, il a co-fondé la Cuba de la « Compagnie de la Canne à Sucre de Cuba » avec sa famille, ce qui l'amène à contrôler 80 % des récoltes dominicaines et portoricaines de sucre roux et 100 % de celle de Cuba pendant la Première Guerre mondiale  puis à nouveau 30 % du sucre cubain à l'aube des années 1930.
Rionda était le propriétaire de plantations de canne à sucre à Cuba.

### Vie personnelle
Rionda est mort en 1943. Une tour conçue par l'architecte Charles Rollinson Agneau sur son ancien immeuble est encore présente dans le New Jersey, aux États-Unis.